# Secretaría regional ministerial
Las secretarías regionales ministeriales son órganos desconcentrados de los ministerios de Estado de Chile en cada una de las regiones. Nacen con la finalidad de aumentar la participación ciudadana. Están dirigidas por un secretario regional ministerial, quien posee la condición de representante del ministerio respectivo en la región y, además, es el colaborador directo del delegado presidencial regional, estando subordinado a este en todo lo relativo a la elaboración, ejecución y coordinación de las políticas, planes, presupuestos, proyectos de desarrollo y demás materias que sean de competencia del gobierno regional; con todo, debe ajustarse a las instrucciones de carácter técnico y administrativo que impartan los correspondientes ministerios. Los secretarios regionales ministeriales son nombrados por el presidente de la República, de entre las personas que figuren en una terna elaborada por el intendente respectivo, y oyendo al efecto al ministro del ramo. Pueden estar a cargo de más de una secretaría regional ministerial en una misma región.
El cargo, tal como se le conoce actualmente, fue precedido por las Inspectorías Provinciales.

## Organización
Los ministerios se desconcentran territorialmente mediante secretarías regionales ministeriales, de acuerdo con sus respectivas leyes orgánicas, excepto los ministerios del Interior, Secretaría General de la Presidencia, de Defensa Nacional y de Relaciones Exteriores .
Los ministerios no excluidos de la desconcentración territorial poseen secretarías regionales ministeriales en cada región, aunque existen algunos casos excepcionales: el  Ministerio de Hacienda solo tiene en cuatro regiones (Arica y Parinacota, Biobío, la Araucanía y Magallanes y de la Antártica Chilena). El Ministerio de Minería carece de secretarías en las regiones de Maule, Ñuble, La Araucanía y Los Lagos, siendo reemplazados por "Coordinaciones regionales de Minería".

## Funciones
A las secretarías regionales ministeriales les corresponde:
- Elaborar y ejecutar las políticas, planes y proyectos regionales, pudiendo adoptar las medidas de coordinación necesarias para dicho fin respecto de los órganos que integren el respectivo sector.
- Estudiar, conjuntamente con los organismos correspondientes, los planes de desarrollo sectoriales.
- Preparar el anteproyecto de presupuesto regional en la esfera de su competencia, en coordinación con el ministerio respectivo.
- Informar permanentemente al Gobierno regional del cumplimiento del programa de trabajo del respectivo sector.
- Llevar a cabo las tareas que sean propias de su respectivo ministerio, de acuerdo con las instrucciones del ministro del ramo.
- Realizar tareas de coordinación, supervigilancia o fiscalización sobre todos los organismos de la administración del Estado que integren su respectivo sector.
- Cumplir las demás funciones que contemplen las leyes y reglamentos.
- Ejercer las atribuciones que se les deleguen por los ministros respectivos.

## Secretarías regionales ministeriales

### Región de Arica y Parinacota
| Hacienda                            | Alejandro Montalar              | FRVS |
| Seguridad Pública                   | Elsa Cortez San Francisco       | PS   |
| Gobierno                            | Nicolás González                | FA   |
| Economía, Fomento y Turismo         | José Zúñiga Verdugo             | PS   |
| Desarrollo Social y Familia         | María Isabel Cid Figueroa       | PCCh |
| Educación                           | Francisco Valcarde Llancapichún | FA   |
| Justicia y Derechos Humanos         | Ana Vargas Valenzuela           | PL   |
| Trabajo y Previsión Social          | Jennifer Lazo Vergara           | FA   |
| Obras Públicas                      | Priscila Aguilera Caimanque     | PL   |
| Salud                               | Leonardo Valenzuela Atenas      | AH   |
| Vivienda y Urbanismo                | Gladys Acuña Rosales            | PS   |
| Bienes Nacionales                   | Rodrigo Díaz Bognadic           | FA   |
| Agricultura                         | Danisa Pallero Zárate           | PL   |
| Minería                             | Daniel Curiqueo Barraza         | PR   |
| Transporte y Telecomunicaciones     | Pablo Maturana Fuentes          | PL   |
| Energía                             | Anita Flores Vásquez            | Ind. |
| Medio Ambiente                      | Diego Arellano                  | PPD  |
| Deporte                             | Lino Mamani Vicente             | PPD  |
| Mujer y Equidad de Género           | Camila Roberts Azócar           | PCCh |
| Culturas, las Artes y el Patrimonio | Kateryn Garzón Manzano          | AH   |

### Región de Tarapacá
| Hacienda                            | Sin Secretaría Regional     | Sin Secretaría Regional |
| Seguridad Pública                   | Ana María Peralta Cáceres   | PCCh                    |
| Gobierno                            | Rodrigo Vargas Briones      | PR                      |
| Economía, Fomento y Turismo         | Jorge Aliro Julio           | PPD                     |
| Desarrollo Social y Familia         | Cristian Jara Salvatierra   | Ind.                    |
| Educación                           | Liliana Valenzuela (s)      | PS                      |
| Justicia y Derechos Humanos         | Pablo Valenzuela Ramírez    | FA                      |
| Trabajo y Previsión Social          | Ignacio Prieto Henríquez    | PS                      |
| Obras Públicas                      | Juan Papic Vilca            | PPD                     |
| Salud                               | David Valle Mancilla        | FA                      |
| Vivienda y Urbanismo                | Diego Rebolledo Flores      | Ind.                    |
| Bienes Nacionales                   | Osvaldo Ardiles Álvarez     | FA                      |
| Agricultura                         | Eduardo Justo Cruces        | FRVS                    |
| Minería                             | Wladimir Astudillo Castillo | FA                      |
| Transporte y Telecomunicaciones     | Pedro Medalla Salinas       | PS                      |
| Energía                             | Séfora Sidgman Zuleta       | PCCh                    |
| Medio Ambiente                      | Yerko Lima Montecinos       | Ind.                    |
| Deporte                             | Vania Llantén Moreno        | PCCh                    |
| Mujer y Equidad de Género           | Noemí Salinas Polanco       | FA                      |
| Culturas, las Artes y el Patrimonio | Rose-Marie Acuña            | FA                      |

### Región de Antofagasta
| Hacienda                            | Sin Secretaría Regional          | Sin Secretaría Regional |
| Seguridad Pública                   | Jorge Cortés-Monroy De La Fuente |                         |
| Gobierno                            | Paulina Larrondo Vildósola (s)   | PCCh                    |
| Economía, Fomento y Turismo         | María Veliz Guerra               | PR                      |
| Desarrollo Social y Familia         | Berta Torrejón Gallo             | FA                      |
| Educación                           | Alberto Santander Becerra        | Ind.                    |
| Justicia y Derechos Humanos         | Trissy Mila Figueroa             | PCCh                    |
| Trabajo y Previsión Social          | Camila Cortés Ruiz               | FRVS                    |
| Obras Públicas                      | Pedro Barrios Castillo           | Ind.                    |
| Salud                               | Jessica Bravo Rodríguez          | FA                      |
| Vivienda y Urbanismo                | Hernán Rodríguez Baeza           | PS                      |
| Bienes Nacionales                   | Angelique Araya                  | Ind.                    |
| Agricultura                         | Celia González Bravi             | PR                      |
| Minería                             | Macarena Barramuño González      | Ind.                    |
| Transportes y Telecomunicaciones    | Enrique Viveros Jara             | PS                      |
| Energía                             | Dafne Pino Riffo                 | FA                      |
| Medio Ambiente                      | Gustavo Riveros Asdame           | FA                      |
| Deporte                             | Diego Rojas Reyes                | FRVS                    |
| Mujer y Equidad de Género           | Paulina Larrondo Vildósola       | PCCh                    |
| Culturas, las Artes y el Patrimonio | Claudio Lagos                    | FRVS                    |

### Región de Atacama
| Hacienda                            | Sin Secretaría Regional   | Sin Secretaría Regional |
| Seguridad Pública                   | Lorna Bown Valenzuela     | PS                      |
| Gobierno                            | Sofía Vargas Roberts      | FRVS                    |
| Economía, Fomento y Turismo         | Makarena Arias Vargas     | PCCh                    |
| Desarrollo Social y Familia         | Yosselin Moyano Calabrano | FRVS                    |
| Educación                           | Pablo Selles Ferres       | FA                      |
| Justicia y Derechos Humanos         | Tomás Garay Pérez         | FA                      |
| Trabajo y Previsión Social          | Jonathan Páez Toro        |                         |
| Obras Públicas                      | Mauricio Guaita Juantok   | FA                      |
| Salud                               | Jessica Rojas Gahona      | PPD                     |
| Vivienda y Urbanismo                | Rocío Díaz Gómez          | FA                      |
| Bienes Nacionales                   | Mónica Marín Aguirre      | PS                      |
| Agricultura                         | Cristián Cortés Olivares  | PPD                     |
| Minería                             | Carlos Ulloa Abarzúa      | PCCh                    |
| Transporte y Telecomunicaciones     | Carla Orrego Esquivel     | PCCh                    |
| Energía                             | Yenny Valenzuela Araya    | FA                      |
| Medio Ambiente                      | Natalia Penroz Acuña      | FA                      |
| Deporte                             | Arling Guzmán Cortés      | PL                      |
| Mujer y Equidad de Género           | Fabiola Gallardo Torres   | PS                      |
| Culturas, las Artes y el Patrimonio | Carolina Armenakis Daher  | FRVS                    |

### Región de Coquimbo
| Hacienda                            | Sin Secretaría Regional      | Sin Secretaría Regional |
| Seguridad Pública                   | Adio González Cortés         |                         |
| Gobierno                            | Paulina Mora Lara            | PCCh                    |
| Economía, Fomento y Turismo         | Pía Castillo Bosselaar       | FA                      |
| Desarrollo Social y Familia         | Eduardo Alcayaga Cortés      | PS                      |
| Educación                           | Cecilia Ramírez Chávez       | FA                      |
| Justicia y Derechos Humanos         | María José Rojas Erbetta     | FA                      |
| Trabajo y Previsión Social          | Vacante                      | Vacante                 |
| Obras Públicas                      | Javier Sandoval Guzmán       | PCCh                    |
| Salud                               | Paola Salas Rivas            | Ind.                    |
| Vivienda y Urbanismo                | José Manuel Peralta          | PS                      |
| Bienes Nacionales                   | Marcelo Salazar              | FA                      |
| Agricultura                         | Christian Álvarez Alarcón    | PPD                     |
| Minería                             | Constanza Espinosa Henríquez | FA                      |
| Transporte y Telecomunicaciones     | Alejandra Maureira Flores    | Ind.                    |
| Energía                             | María Castillo Rojas         | PPD                     |
| Medio Ambiente                      | Leonardo Gros Pérez          | FA                      |
| Deporte                             | Guillermo Medina Vergara     | FRVS                    |
| Mujer y Equidad de Género           | María Glaser Danton          | FA                      |
| Culturas, las Artes y el Patrimonio | Cedric Steinlen Cuevas       | FA                      |

### Región de Valparaíso
| Hacienda                            | Sin Secretaría Regional      | Sin Secretaría Regional |
| Seguridad Pública                   | Jenny Arriaza Inostroza      |                         |
| Gobierno                            | Rodrigo González Rebeco (s)  | FA                      |
| Economía, Fomento y Turismo         | Marcelo Arredondo Araya      | PR                      |
| Desarrollo Social y Familia         | Claudia Espinoza Carramiñana | FA                      |
| Educación                           | Romina Maragaño Schmidt      | FA                      |
| Justicia y Derechos Humanos         | Paula Gutiérrez Huenchuleo   | PS                      |
| Trabajo y Previsión Social          | Susana Calderón Romero       | PS                      |
| Obras Públicas                      | Yanino Riquelme González     | PCCh                    |
| Salud                               | Lorena Cofré                 | FA                      |
| Vivienda y Urbanismo                | Belén Paredes Canales        | Ind.                    |
| Bienes Nacionales                   | Tomás Covacich Iturbe        | PPD                     |
| Agricultura                         | Sergio Salvador Guajardo     |                         |
| Minería                             | Jaime Rojas Catalán          | PL                      |
| Transporte y Telecomunicaciones     | Edgardo Piqué González       | PPD                     |
| Energía                             | Arife Mansur Acevedo         | PS                      |
| Medio Ambiente                      | Hernán Ramírez Rueda         | Ind.                    |
| Deporte                             | Leandro Torres Vega          | PPD                     |
| Mujer y Equidad de Género           | Camila Lazo Molina           | FA                      |
| Culturas, las Artes y el Patrimonio | Javier Esnaola Vidal         | FA                      |

### Región Metropolitana de Santiago
| Hacienda                            | Sin Secretaría Regional       | Sin Secretaría Regional |
| Seguridad Pública                   | Alejandro Jiménez Mardones    |                         |
| Gobierno                            | Sin Secretaría Regional       | Sin Secretaría Regional |
| Economía, Fomento y Turismoa        | Cristian Rodríguez Binfa      | FA                      |
| Desarrollo Social y Familia         | Lorena Estivales Arratia      | FA                      |
| Educación                           | Raquel Solar Sánchez          | Ind.                    |
| Justicia y Derechos Humanos         | Jaime Fuentes Purrán          | FA                      |
| Trabajo y Previsión Social          | Marco Canales Huenchuan       | PCCh                    |
| Obras Públicas                      | Robinson Valdebenito Espinoza | PS                      |
| Salud                               | Gonzalo Soto Brandt           | FA                      |
| Vivienda y Urbanismo                | Carolina Casanova Romero      | Ind.                    |
| Bienes Nacionales                   | Andrés Hidalgo Leiva          | FA                      |
| Agricultura                         | Monserrat Candia Rocha        | PEV                     |
| Minería                             | Carlos Hunt Recabarren        | AH                      |
| Transporte y Telecomunicaciones     | Rodrigo Valladares Marchant   | PS                      |
| Energía                             | Iván Morán                    | PL                      |
| Medio Ambiente                      | Sonia Reyes Paecke            | FA                      |
| Deporte                             | Sin Secretaría Regional       | Sin Secretaría Regional |
| Mujer y Equidad de Género           | Ana Martínez Camorro          | FA                      |
| Culturas, las Artes y el Patrimonio | Ana Mora Peña                 | FA                      |

### Región del Libertador General Bernardo O'Higgins
| Secretarías Regionales Ministeriales de O'Higgins | Secretarías Regionales Ministeriales de O'Higgins | Secretarías Regionales Ministeriales de O'Higgins | Secretarías Regionales Ministeriales de O'Higgins |
| Secretaría Regional                               | Titular                                           | Partido                                           |                                                   |
| ------------------------------------------------- | ------------------------------------------------- | ------------------------------------------------- | ------------------------------------------------- |
| Hacienda                                          | Sin Secretaría Regional                           | Sin Secretaría Regional                           |                                                   |
| Seguridad Pública                                 | Rodolfo Núñez Bustamante                          |                                                   |                                                   |
| Gobierno                                          | Carlos Carrasco Olea                              | PCCh                                              |                                                   |
| Economía, Fomento y Turismo                       | Darío García                                      | FA                                                |                                                   |
| Desarrollo Social y Familia                       | Nayadeth Ahumada Herrrera                         | PR                                                |                                                   |
| Educación                                         | Alyson Hadad Reyes                                | PS                                                |                                                   |
| Justicia y Derechos Humanos                       | Eduardo Marchant Cabrera                          | PCCh                                              |                                                   |
| Trabajo y Previsión Social                        | Jaime Chamorro Galdames '                         | FA                                                |                                                   |
| Obras Públicas                                    | María Latorre Escandón                            | Ind.                                              |                                                   |
| Salud                                             | Carolina Torres Pinto                             | Ind.                                              |                                                   |
| Vivienda y Urbanismo                              | Luis Barboza Quintanilla                          | Luis Barboza Quintanilla                          |                                                   |
| Bienes Nacionales                                 | Mauricio Pereira González                         | FA                                                |                                                   |
| Agricultura                                       | Cristian Silva Rosales                            | PS                                                |                                                   |
| Minería                                           | Bárbara Gavia Herrera                             | FA                                                |                                                   |
| Transporte y Telecomunicaciones                   | Flavia Gónzalez Urzúa                             | PPD                                               |                                                   |
| Energía                                           | Claudio Martínez Molina                           | FA                                                |                                                   |
| Medio Ambiente                                    | Giovanna Amaya Peña                               | PS                                                |                                                   |
| Deporte                                           | Macarena Chandía Pino                             | FA                                                |                                                   |
| Mujer y Equidad de Género                         | Constanza Valencia Sepúlveda                      | FA                                                |                                                   |
| Culturas, las Artes y el Patrimonio               | Cristo Cucumides Littin                           | Ind.                                              |                                                   |

### Región del Maule
| Hacienda                            | Sin Secretaría Regional    | Sin Secretaría Regional |
| Seguridad Pública                   | María José Gómez Castillo  |                         |
| Gobierno                            | Nataly Rojas Seguel        | FA                      |
| Economía, Fomento y Turismo         | Javiera Vivanco Ibáñez     | PCCh                    |
| Desarrollo Social y Familia         | Sandra Lastra Morales      | PS                      |
| Educación                           | Juan Muñoz Barrios (s)     | PPD                     |
| Justicia y Derechos Humanos         | José González Gaete        | FRVS                    |
| Trabajo y Previsión Social          | Maribel Torrealba Retamal  | FA                      |
| Obras Públicas                      | Renzo Casas-Cordero Guerra | PR                      |
| Salud                               | María Icaza Noguera        | Ind.                    |
| Vivienda y Urbanismo                | Pablo Campos Banus         | Ind.                    |
| Bienes Nacionales                   | César Concha Gatica        | PS                      |
| Agricultura                         | Ana Muñoz Muñoz            | FRVS                    |
| Minería                             | Sin Secretaría Regional    | Sin Secretaría Regional |
| Transportes y Telecomunicaciones    | Guillermo Ceroni Fuentes   | PPD                     |
| Energía                             | Erika Ubilla González      | FA                      |
| Medio Ambiente                      | Daniela de la Jara Moreira | AH                      |
| Deporte                             | Iván Sepúlveda Sepúlveda   | FA                      |
| Mujer y Equidad de Género           | Claudia Morales Courtin    | Ind.                    |
| Culturas, las Artes y el Patrimonio | Ángela Campos Hernández    | PS                      |

### Región de Ñuble
| Hacienda                            | Sin Secretaría Regional      | Sin Secretaría Regional |
| Seguridad Pública                   | Jorge Muñoz Álvarez          |                         |
| Gobierno                            | Valentina Pradenas Andrade   | FA                      |
| Economía, Fomento y Turismo         | Erick Solo de Zaldívar Garay | FA                      |
| Desarrollo Social y Familia         | Marta Carvajal Aguirre       | PCCh                    |
| Educación                           | César Riquelme Alarcón       | PR                      |
| Justicia y Derechos Humanos         | Elizabeth Riquelme Donoso    | PS                      |
| Trabajo y Previsión Social          | Eduardo Riquelme Lagos       | FA                      |
| Obras Públicas                      | Paulo de la Fuente Paredes   | PPD                     |
| Salud                               | Ximena Salinas Urrutia       | FRVS                    |
| Vivienda y Urbanismo                | Antonio Marchant Mass        | PCCh                    |
| Bienes Nacionales                   | Rodrigo Baeza Boyardi        | PR                      |
| Agricultura                         | Antonio Arriagada Vallejos   | PS                      |
| Minería                             | Sin Secretaría Regional      | Sin Secretaría Regional |
| Transporte y Telecomunicaciones     | Javier Isla Figueroa         | FA                      |
| Energía                             | Dennis Rivas Oviedo          | FRVS                    |
| Medio Ambiente                      | Mario Rivas Peña             | FA                      |
| Deporte                             | Julio Jorquera Jorquera      | FA                      |
| Mujer y Equidad de Género           | Nicole Ulloa Castillo (s)    | FA                      |
| Culturas, las Artes y el Patrimonio | Scarlet Hidalgo Jara         | PPD                     |

### Región del Biobío
| Hacienda                            | Sebastián Rivera Yáñez     | PPD   |
| Seguridad Pública                   | Paulina Stuardo Juliá      |       |
| Gobierno                            | Jacqueline Cárdenas Millar | FREVS |
| Economía, Fomento y Turismo         | Javier Sepúlveda Sepúlveda | FA    |
| Desarrollo Social y Familia         | Hedson Díaz Cruces         | PS    |
| Educación                           | Carlos Benedetti Reiman    | PS    |
| Justicia y Derechos Humanos         | Carlos Uslar Venegas       | PL    |
| Trabajo y Previsión Social          | Sandra Quintana Rodríguez  | PCCh  |
| Obras Públicas                      | Hugo Cautivo Baltierra     | PS    |
| Salud                               | Eduardo Barra Cofré        | PCCh  |
| Vivienda y Urbanismo                | Claudia Toledo Alarcón     | Ind.  |
| Bienes Nacionales                   | Sebastián Artiaga Vergara  | FA    |
| Agricultura                         | Pamela Yáñez Gatti         | FA    |
| Minería                             | Roberto Lagos Correa       | PEV   |
| Transporte y Telecomunicaciones     | Héctor Silva Gormaz        | PS    |
| Energía                             | Daniela Espinoza Navarrete | Ind.  |
| Medio Ambiente                      | Pablo Pinto Valenzuela     | FA    |
| Deporte                             | Cristian Cartes Ruz        | FREVS |
| Mujer y Equidad de Género           | Camila Contreras Pereira   | IL    |
| Culturas, las Artes y el Patrimonio | Paloma Zúñiga              | FA    |

### Región de La Araucanía
| Secretarías Regionales Ministeriales de La Araucanía | Secretarías Regionales Ministeriales de La Araucanía | Secretarías Regionales Ministeriales de La Araucanía | Secretarías Regionales Ministeriales de La Araucanía |
| Secretaría Regional                                  | Titular                                              | Partido                                              |                                                      |
| ---------------------------------------------------- | ---------------------------------------------------- | ---------------------------------------------------- | ---------------------------------------------------- |
| Hacienda                                             | Ronald Kliebs Yáñez                                  | PS                                                   |                                                      |
| Seguridad Pública                                    | Israel Campusano Lobos                               |                                                      |                                                      |
| Gobierno                                             | Verónica López-Videla                                | FA                                                   |                                                      |
| Economía, Fomento y Turismo                          | Nelson Curiñir Venegas                               | FRVS                                                 |                                                      |
| Desarrollo Social y Familia                          | Mariela Huillipan Peña                               | PPD                                                  |                                                      |
| Educación                                            | Marcela Castro Armijo                                | PCCh                                                 |                                                      |
| Justicia y Derechos Humanos                          | Doris Tello Arriagada                                | Ind.                                                 |                                                      |
| Trabajo y Previsión Social                           | Claudia Tapia de la Peña                             | PS                                                   |                                                      |
| Obras Públicas                                       | Patricio Poza Barrera                                | PPD                                                  |                                                      |
| Salud                                                | Ricardo Cuyul Soto                                   | Ind.                                                 |                                                      |
| Vivienda y Urbanismo                                 | Ximena Sepúlveda Varas                               | Ind.                                                 |                                                      |
| Bienes Nacionales                                    | Ámbar Castro Martínez                                | FA                                                   |                                                      |
| Agricultura                                          | Héctor Cumilaf Huentemil                             | Ind.                                                 |                                                      |
| Minería                                              | Sin Secretaría Regional                              | Sin Secretaría Regional                              |                                                      |
| Transporte y Telecomunicaciones                      | Mary Valdebenito Tapia                               | Ind.                                                 |                                                      |
| Energía                                              | Camilo Villagran Barrera                             | FA                                                   |                                                      |
| Medio Ambiente                                       | Félix Contreras Contreras                            | Ind.                                                 |                                                      |
| Deporte                                              | Marcela Véjar Retamal                                | FA                                                   |                                                      |
| Mujer y Equidad de Género                            | Sol Kaechele Mellado                                 | PCCh                                                 |                                                      |
| Culturas, las Artes y el Patrimonio                  | Eric Iturriaga Gutiérrez                             | Ind.                                                 |                                                      |

### Región de Los Ríos
| Hacienda                            | Sin Secretaría Regional      | Sin Secretaría Regional |
| Seguridad Pública                   | Alejandro Reyes Catalán      |                         |
| Gobierno                            | Juan Guerra Hollstein        | FA                      |
| Economía, Fomento y Turismo         | Alejandra Vásquez Silva      | FA                      |
| Desarrollo Social y Familia         | Roberto Giubergia Valderrama | FA                      |
| Educación                           | Juan Pablo Gerter            | FA                      |
| Justicia y Derechos Humanos         | Jorge Ríos Del Río           | Ind.                    |
| Trabajo y Previsión Social          | Rodrigo Leiva Caro           | FA                      |
| Obras Públicas                      | Nuvia Perlata Riffo          | PS                      |
| Salud                               | Cristina Ojeda               | FA                      |
| Vivienda y Urbanismo                | Daniel Barrientos Triviños   | PPD                     |
| Bienes Nacionales                   | Jorge Pacheco Rojas          | PS                      |
| Agricultura                         | Jorge Sánchez Slater         | Ind.                    |
| Minería                             | Patricio Tenorio Pangui      | PCCh                    |
| Transporte y Telecomunicaciones     | Jean Ugarte Ayala            | FA                      |
| Energía                             | Claudia Lopetegui Moncada    | PPD                     |
| Medio Ambiente                      | Alberto Tacón Clavaín        | Ind.                    |
| Deporte                             | René Antío Acuña             | FA                      |
| Mujer y Equidad de Género           | Francisca Corbalán Herrera   | Ind.                    |
| Culturas, las Artes y el Patrimonio | Óscar Mendoza Uriarte        | PCCh                    |

### Región de Los Lagos
| Hacienda                            | Sin Secretaría Regional      | Sin Secretaría Regional |
| Seguridad Pública                   | Patricia Rada Salazar        |                         |
| Gobierno                            | Danitza Ortiz Viveros        | PCCh                    |
| Economía, Fomento y Turismo         | Luis Cárdenas Mayorga        | PL                      |
| Desarrollo Social y Familia         | Enzo Jaramillo Hott          | PS                      |
| Educación                           | Juan Eduardo Gómez Vera      | FA                      |
| Justicia y Derechos Humanos         | Cristóbal Fuenzalida Palma   | PPD                     |
| Trabajo y Previsión Social          | Ángel Cabrera Mancilla       | FA                      |
| Obras Públicas                      | Daniel Olhabé Espinosa       | PPD                     |
| Salud                               | Karin Solís Hinojosa         | Ind.                    |
| Vivienda y Urbanismo                | Fabián Nail Álvarez          | FA                      |
| Bienes Nacionales                   | Vacante                      | Vacante                 |
| Agricultura                         | Tania Salas Araya            | FA                      |
| Minería                             | Sin Secretaría Regional      | Sin Secretaría Regional |
| Transporte y Telecomunicaciones     | Pablo Joost Winkler          | FA                      |
| Energía                             | Liliana Alarcón Velázquez    | FA                      |
| Medio Ambiente                      | Alejandra de la Fuente Picón | Ind.                    |
| Deporte                             | Anahis Arauz Arauz           | PS.                     |
| Mujer y Equidad de Género           | Macarena Gré Briones         | Ind.                    |
| Culturas, las Artes y el Patrimonio | Cristina Añasco Hinostroza   | FA                      |

### Región de Aysén del General Carlos Ibáñez del Campo
| Hacienda                            | Sin Secretaría Regional  | Sin Secretaría Regional |
| Seguridad Pública                   | Ruth Vallejos Cuitiño    |                         |
| Gobierno                            | Úrsula Mix Jiménez       |                         |
| Economía, Fomento y Turismo         | Felipe Rojas Pizarro     | FA                      |
| Desarrollo Social y Familia         | Karina Acevedo Auad      | PR                      |
| Educación                           | Isabel Garrido Casassa   | PCCh                    |
| Justicia y Derechos Humanos         | Samuel Navarro Castro    | PCCh                    |
| Trabajo y Previsión Social          | Camila Covarrubias       |                         |
| Obras Públicas                      | Paloma Jara Valdés       |                         |
| Salud                               | Carmen Monsalve Gómez    | Ind.                    |
| Vivienda y Urbanismo                | Paulina Ruz Delfín       | PPD                     |
| Bienes Nacionales                   | Irina Morend Valdebenito | Ind.                    |
| Agricultura                         | Eugenio Ruiz Espinoza    | PS                      |
| Minería                             | Juan Vásquez Alarcón     |                         |
| Transportes y Telecomunicaciones    | Hans Zimmermann Dueñas   | PCCh                    |
| Energía                             | Tomás Laibe Sáez         | PS                      |
| Medio Ambiente                      | Yoal Díaz Reyes          | FA                      |
| Deporte                             | María Eugenia Durán      | FA                      |
| Mujer y Equidad de Género           | Isidora Gacitúa Goles    |                         |
| Culturas, las Artes y el Patrimonio | Felipe Quiroz Vásquez    | FA                      |

### Región de Magallanes y de la Antártica Chilena
| Hacienda                            | Álvaro Vargas Riquelme     | PS       |
| Seguridad Pública                   | Carla Barrientos Hernández |          |
| Gobierno                            | Andro Mimica Guerrero      | PS       |
| Economía, Fomento y Turismo         | Marlene España Miranda     | Ind.     |
| Desarrollo Social y Familia         | Danilo Mimica Mansilla     | FA       |
| Educación                           | Valentín Aguilera Gómez    | FA       |
| Justicia y Derechos Humanos         | Michelle Peutat Alvarado   | FA       |
| Trabajo y Previsión Social          | Doris Sandoval Miranda     | Ind.     |
| Obras Públicas                      | José Hernández Vera        | Ind.     |
| Salud                               | Francisca Sanfuentes Parga | Ind-PCCh |
| Vivienda y Urbanismo                | Marco Uribe Saldivia       | FA       |
| Bienes Nacionales                   | Sergio Reyes Tapia         | PCCh     |
| Agricultura                         | Irene Ramírez Mérida       | Ind.     |
| Minería                             | Juan Montecinos Saa        | PR       |
| Transporte y Telecomunicaciones     | Rodrigo Hernández Navarro  | PCCh     |
| Energía                             | Sergio Cuitiño Saldivia    | PS       |
| Medio Ambiente                      | Enrique Rebolledo Toro     | Ind.     |
| Deporte                             | Alejandro Olate Levet      | Ind.     |
| Mujer y Equidad de Género           | Sylvia Ruiz Ovando         | Ind.     |
| Culturas, las Artes y el Patrimonio | Carolina Herrera Toro      | FA       |

## Secretarías Regionales Ministeriales de Ciencia, Tecnología, Conocimiento e Innovación
Adicionalmente, el Ministerio de Ciencia, Tecnología, Conocimiento e Innovación se organiza a nivel regional en macrozonas, estando conformadas actualmente de la siguiente forma:
| Macrozona Norte      | Cristian Cuevas Vega       | Ind. |
| Macrozona Centro     | Jorge Soto Delgado         | PL   |
| Macrozona Centro Sur | Sofía Valenzuela Águila    | FA   |
| Macrozona Sur        | Maite Castro Gallastegui   | FA   |
| Macrozona Austral    | Verónica Vallejos Marchant | Ind. |